# Міжнародні відносини Болгарії
Міжнародні відносини Болгарії — сукупність двосторонніх відносин Болгарії з іншими державами, а також її участь у роботі міжнародних організацій і міжнародних інституцій.

## Євроатлантична інтеграція
Офіційно подавши заявку на членство в Організації Північноатлантичного договору в 1997 р. Болгарія приєдналася до НАТО 2 квітня 2004 р.

## Європейська інтеграція
1991 — Болгарія стає членом Ради Європи. Підписала угоду про асоціацію з ЄС у 1995 р. Розпочала переговори щодо приєднання до Європейського Союзу в 1999 р.
Разом з Румунією Болгарія увійшла до ЄС 1 січня 2007 р.